# Kriukiwszczyna
Kriukiwszczyna (ukr. Крюківщина) – wieś na Ukrainie, w obwodzie kijowskim, w rejonie buczańskim, w hromadzie Wysznewe. W 2001 liczyła 3509 mieszkańców, spośród których 3364 wskazało jako ojczysty język ukraiński, 126 rosyjski, 1 rumuński, 9 białoruski, 2 ormiański, 2 polski, a 5 inny.